# Star Wars Battlefront Companion
Star Wars Battlefront Companion es una app de Star Wars para móviles, un complemento para el videojuego Star Wars: Battlefront de 2015. Salió de manera gratuita a las diferentes plataformas de apps el 10 de noviembre de 2015.y el juego dejaría de estar disponible para usar entre 2020-2021.

## Características
Esta app está desarrollada por Electronic Arts y recomendada para mayores de 7 años; está basada en la versión del videojuego Star Wars: Battlefront del cual se complementa para avanzar en ambas plataformas, la versión móvil y el videojuego de 2015. Con más de 1 millón de descargas, esta app se puede visualizar en Play Store. Tiene un sistema para sincronizar esta app con la cuenta de Electronic Arts independientemente de la plataforma en la que se tenga el videojuego ya sea PlayStation Network, Xbox Live u Origin.

## Usabilidad
Desde que el usuario inicia sesión con su cuenta de Electronic Arts puede acceder a la zona de juego llamada Base Command en la parte inferior central del menú de la app descargada, a su vez se puede acceder al perfil de jugador para poder adquirir mejoras y personalizar el avatar a la vez que poder completar retos adicionales en ambas plataformas, o a la sección de noticias y eventos donde se colgarán todo tipo de novedades con respecto al videojuego y al universo Star Wars, como por ejemplo fechas destacadas o bonificaciones especiales; al igual que ver el progreso de los amigos en el videojuego y ver si están jugando en ese momento. 

## Base Command
Este es el Juego de estrategia trata de jugar con un mazo de cartas en un escenario donde van apareciendo diferentes enemigos, para derrotarlos el jugador deberá usar las cartas de su mazo y sus diferentes habilidades (las del avatar asignado en Star Wars: Battlefront) para avanzar de escenario en escenario; principalmente son los mismos escenarios en los que se juega a la versión offline, Tatooine, Endor o Sullust son algunas de las localizaciones que aparecerán primero en Base Command. La particularidad de este juego es que está conectado a la cuenta de Electronic Arts que hay que tener para jugar a Star Wars Battlefront para ir desbloqueando diferentes cartas y mejoras en ambos juegos. Se puede utilizar a los héroes (con diferentes habilidades a las del videojuego original) Han Solo, Leia Organa, Luke Skywalker además de más héroes que aparecerán en las expansiones del videojuego; mejorar las naves y soldados con diferentes municiones, y para hacerlo más complicado los imperiales (ya que solo se puede jugar con los rebeldes) tienen ventajas como escudos y armaduras para ser más inmunes a los ataques rebeldes junto con sus héroes Darth Vader, Palpatine o Boba Fett, para que haya que pensar cada movimiento sabiamente para ganar la partida y los créditos que conlleva ganarla.

## Opiniones
Play Store: 4,4 sobre 5 - Más de 1 millón de descargas  - 78.038 opiniones